# Detroit (Oregon)
Pour les articles homonymes, voir Detroit.
Detroit est une petite ville située dans l’État américain d'Oregon, dans le comté de Marion. Selon le recensement de 2000, sa population est de 262 habitants. Fondé pendant les années 1890, elle a été baptisée du nom de la ville de Détroit dans le Michigan, car il y avait beaucoup de gens originairement de Michigan dans la population. 
La ville est située près du Detroit Lake, une station touristique populaire.